# Suliszewo (powiat drawski)
Suliszewo (niem. Zülshagen) – wieś sołecka w Polsce położona w województwie zachodniopomorskim, w powiecie drawskim, w gminie Drawsko Pomorskie. W latach 1975–1998 miejscowość administracyjnie należała do województwa koszalińskiego. Wzmiankowana po raz pierwszy w 1349. W roku 2007 liczyła 673 mieszkańców.
W skład sołectwa wchodzi wieś Zagórki.

## Geografia
Wieś leży ok. 3 km na wschód od Drawska Pomorskiego, przy drodze krajowej nr 20 Stargard Szczeciński-Gdynia, między Drawskiem Pomorskim a Złocieńcem, w pobliżu linii kolejowej nr 210. 

## Zabytki
Do wojewódzkiego rejestru zabytków wpisane są:
- kościół ewangelicki, obecnie pw. Chrystusa Króla szachulcowy z XVIII wieku, przebudowany w XIX wieku, parafialny, rzymskokatolicki należący do dekanatu Drawsko Pomorskie, diecezji koszalińsko-kołobrzeskiej, metropolii szczecińsko-kamieńskiej. W 1977 ryglowe mury zastąpiono cegłą.
- Pałac z XVIII w. z parkiem, z aleją kasztanowców oraz aleją grabową z drugiej połowy XIX w.

Inne:
- grodzisko nizinne cyplowe z VIII-XI w[6].

## Komunikacja
W Suliszewie znajduje się przystanek kolejowy linii kolejowej nr 210.

## Kultura
Działa tu KGW (koło gospodyń wiejskich). 

## Sport
W czerwcu 2011 reaktywowano działalność klubu piłkarskiego "Sokół Suliszewo", który rozpoczął rozgrywki w klasie B grupy II Koszalińskiego KOZPN.
W sezonie 2012/2013 awansował do A-Klasy. W sezonie 2015/2016 awansował do Regionalnej Klasy okręgowej Koszalin Płd.

## Galeria

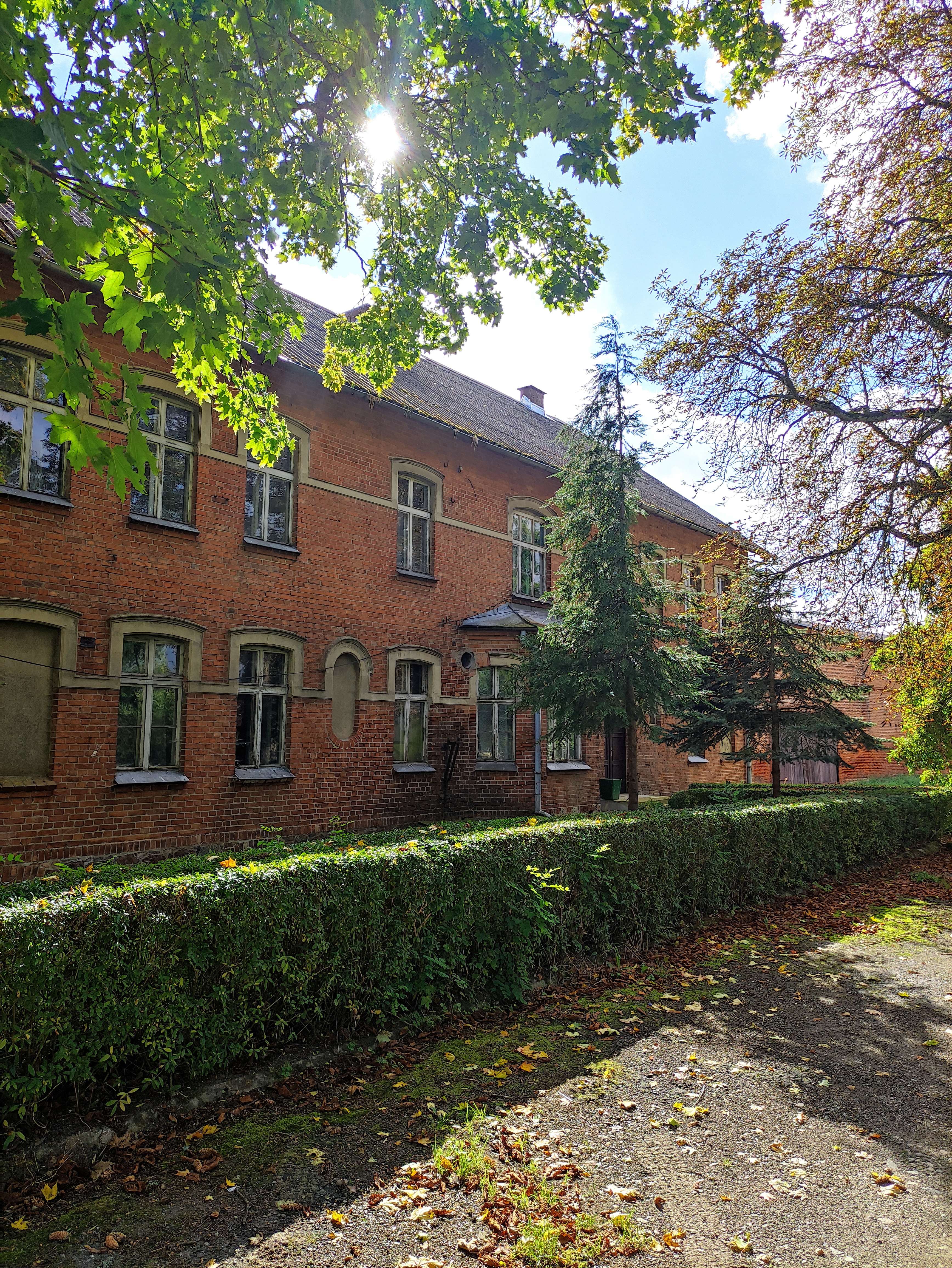
Budynek w Suliszewie
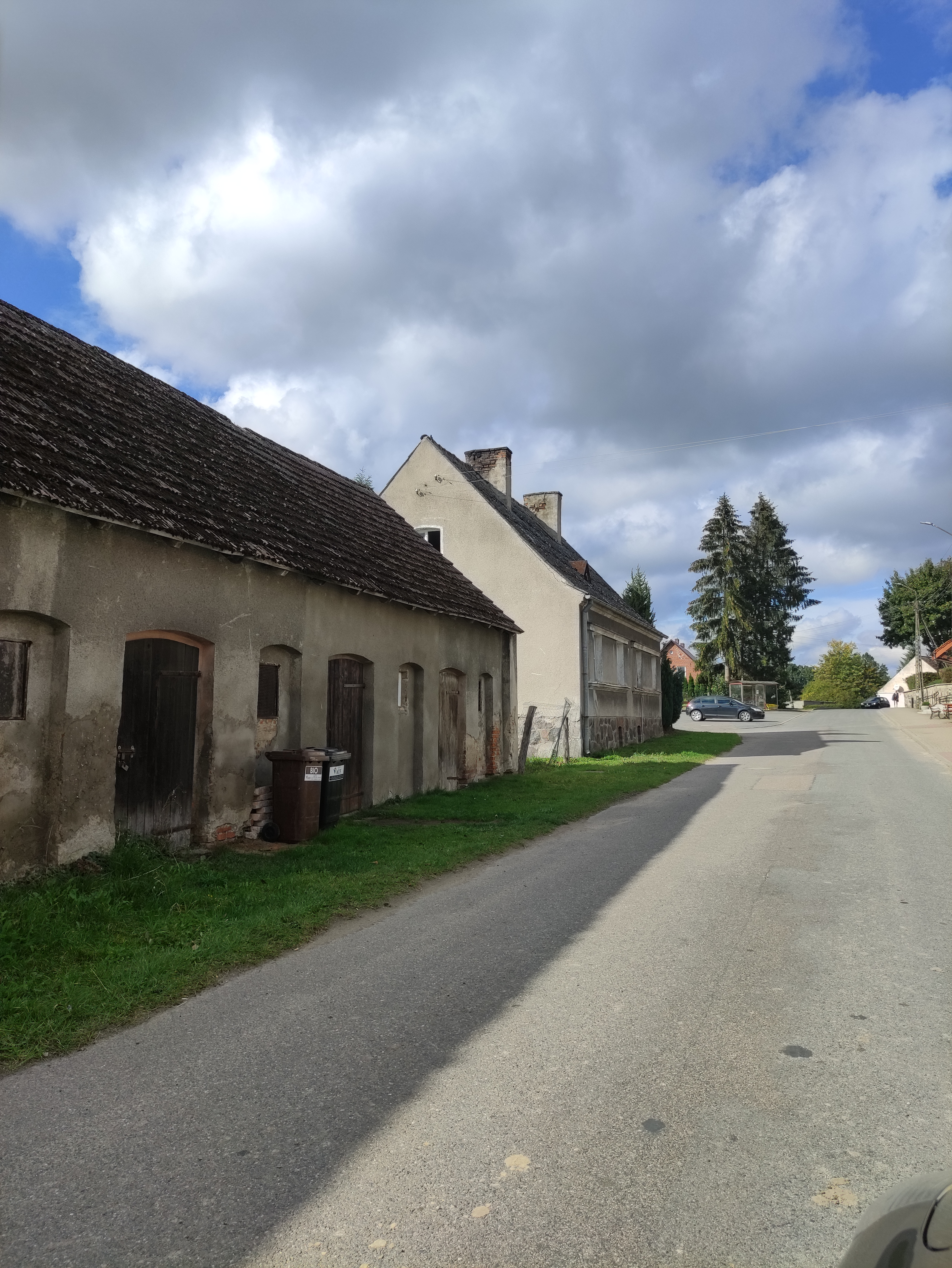
Budynki w Suliszewie
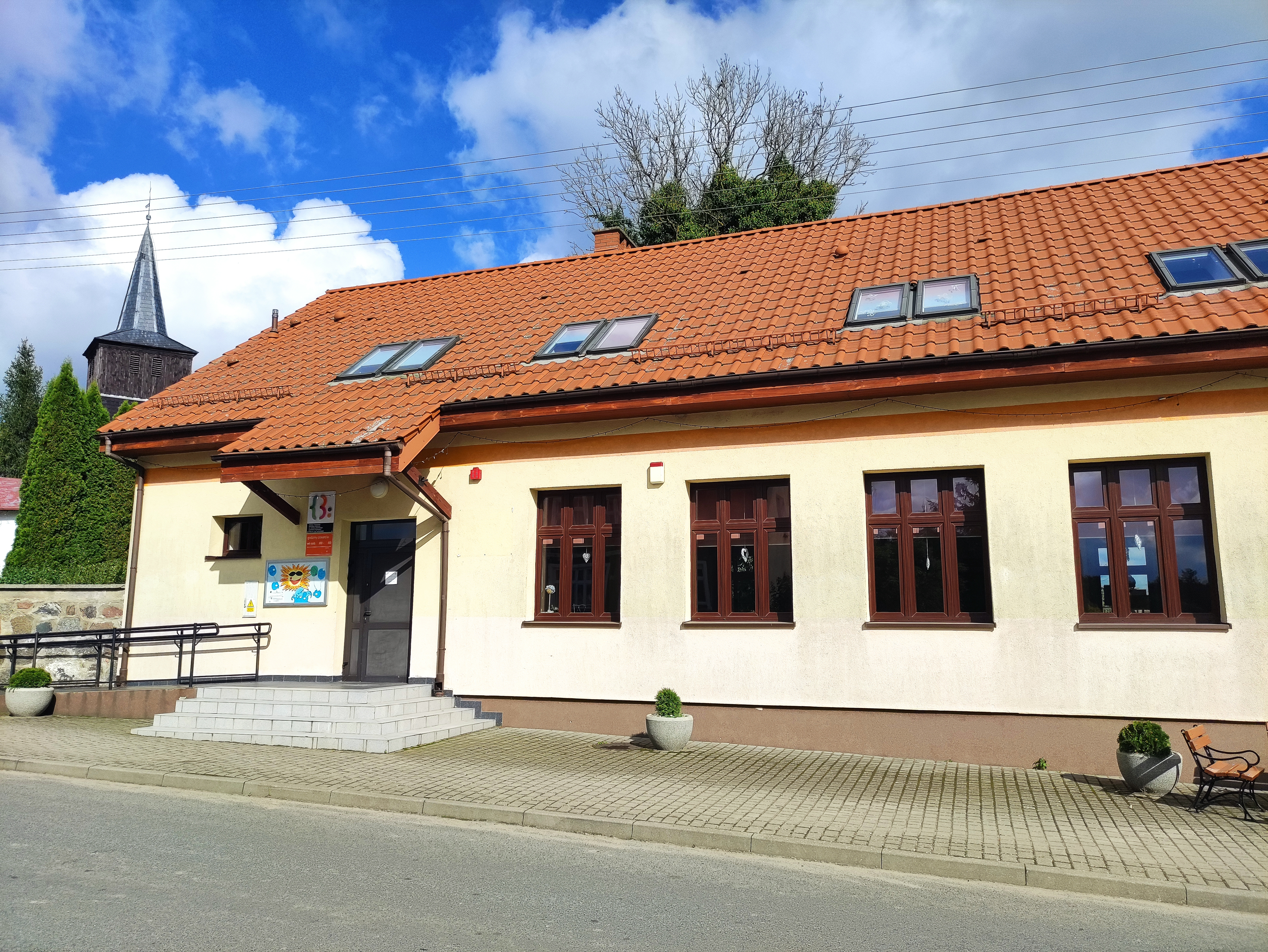
Budynek biblioteki
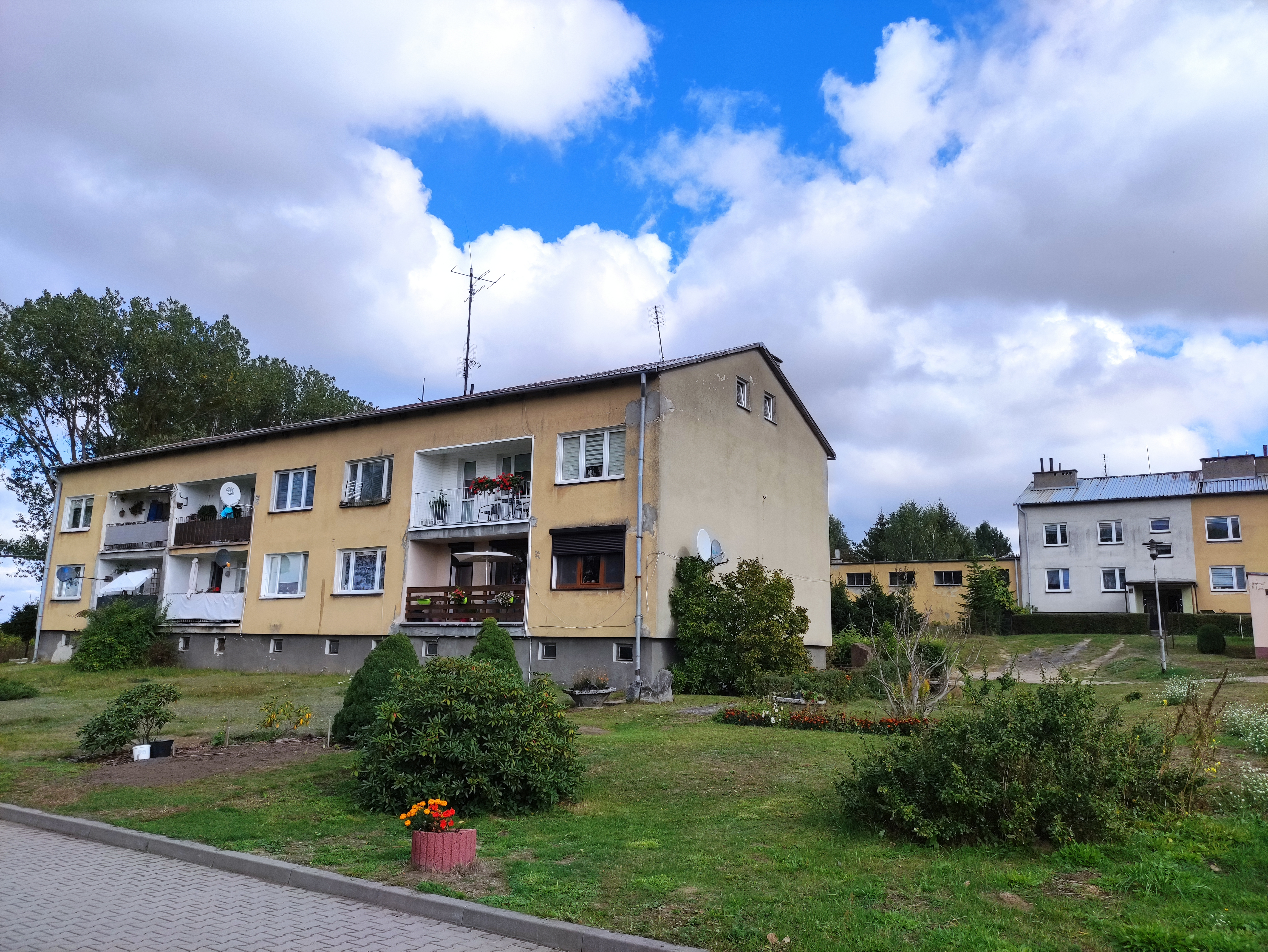
Budynki w Suliszewie